# Міхаель Леві
Міхаель Леві або Мішель Льові (фр. Michael Löwy; нар. 1938, Сан-Паулу, Бразилія) — французько-бразильський соціолог і філософ-марксист. Активіст троцькістського і альтерглобалістського рухів: член Нової антикапіталістичної партії у Франції та Партії соціалізму і свободи в Бразилії, один із теоретиків Возз'єднаного Четвертого інтернаціоналу, неодноразовий учасник всесвітніх соціальних форумів, також пов'язаний із бразильським Рухом безземельних селян.
Директор з досліджень у галузі суспільних наук Національного центру наукових досліджень (НЦНИ, CNRS), викладає у Вищій школі соціальних наук, бере участь у роботі Міжнародного інституту досліджень і освіти.
У своїх книгах порушує різноманітні питання: революція у раннього Маркса, екосоціалізм, історія сюрреалізму, теорія нерівномірного і комбінованого розвитку, марксизм Че Гевари, теологія визволення, лібертарний юдаїзм, романтизм, Франц Кафка, Дьйордь Лукач, Вальтер Беньямін, марксизм і національне питання тощо.

## Біографія
Виходець із сім'ї євреїв-іммігрантів з Відня, Міхаель Леві виріс в Сан-Паулу. Соціалізмом захопився у 16-річному віці після знайомства з працями Рози Люксембург. Вступив до Університету Сан-Паулу, де його викладачами були Фернанду Енріке Кардозу, Флорестан Фернандес і Антоніо Кандідо. Отримавши диплом в галузі соціальних наук в 1960 році, читав протягом року лекції з соціології в Університеті Сан-Жозе-ду-Ріу-Прету (штат Сан-Паулу).
У 1961 році вступив на докторантуру в Парижі, де працював під керівництвом відомого марксистського філософа і соціолога культури Люсьєна Гольдмана, який справив помітний вплив на його погляди. Він здобув ступінь доктора філософії в 1964 році, захистивши дисертацію на тему «Теорія революції у раннього Маркса» в Сорбонні.
Незабаром після цього Леві вирушив в Ізраїль, куди переїхала його сім'я після військового перевороту 1964 року в Бразилії. Він вивчав іврит і став викладачем політичної філософії в Тель-Авівському університеті, однак став жертвою цькування через свої політичні погляди, і університет у 1968 році відмовився продовжити його контракт. На знак солідарності з ним соціолог Петер Ворслі, що поділяв нові ліві переконання Леві, запросив його працювати своїм помічником у Манчестерському університеті.
У 1969 році Леві повернувся в Париж для роботи з Нікососом Пуланзасом в Університеті Париж-VIII (Венсен), остаточно осівши у Франції. У 1970-х років працював над дисертацією про угорського філософа-марксиста Дьйордя Лукача під керівництвом соціального антрополога Луї-Вінсент Тома. Габілітацію (doctorat d état) пройшов із відзнакою у 1975 році в Університеті Париж V (Сорбонна). Потім викладав соціологію в Університеті Париж VIII до 1978 року, коли він почав співпрацювати в Національному центрі наукових досліджень.
У 1981 році Леві почав паралельно викладати в престижній Вищій школі соціальних наук, а також відвідував з лекціями Стенфордський університет, Каліфорнійський університет в Берклі, Мічиганський університет в Анн-Арбор, Колумбійський університет і Гарвардський університет, а також інші університети США. У 1994 році нагороджений срібною медаллю Національного центру наукових досліджень.
Леви є членом редколегій часописів «Journals Archives de Sciences Sociales des Religions», «Actuel Marx», «ContreTemps» і «Écologie et Politique».

### Книжки
- The Marxism of Che Guevara. New York: Monthly Review Press, 1973.
- Georg Lukács: from Romanticism to Bolchevism. London: Verso, 1981.
- The politics of combined and uneven development. The theory of permanent revolution. London: Verso Books, 1981.
- Redemption and Utopia. Libertarian Judaism in Central Europe. Stanford University Press, 1992.
- Marxism in Latin America from 1909 to the Present. New Jersey: Humanities Press, 1992.
- On Changing the World. Essays in political philosophy: from Karl Marx to Walter Benjamin. New Jersey: Humanities Press, 1993.
- The war of gods. Religion and Politics in Latin America. London: Verso, 1996.
- Fatherland or Mother Earth? Essays on the national question. London: Pluto Press, 1998.
- Morning Star. Surrealism, Marxism, Anarchism, Situationism, Utopia. Austin: University of Texas Press, 2000.
- Romanticism against the Tide of Modernity. (with Robert Sayre), Durham: Duke University Press, 2001.
- Franz Kafka, rêveur insoumis. Paris: Editions Stock, 2004.
- Fire Alarm. Reading Walter Benjamin’s ‘On the Concept of History’. London: Verso, 2005.
- The Theory of Revolution in the Young Marx. Leiden/Boston: Brill, 2003.

### Переклади українською
- Генрі Форд і «світове єврейство» [Архівовано 8 липня 2015 у Wayback Machine.]  // Спільне. — 10.10.2012.
- Опіум народу? Критичний марксизм та релігія [Архівовано 13 жовтня 2016 у Wayback Machine.] // Спільне. — 26.12.2012.
- Визвольне християнство у Латинській Америці: Теологія визволення та визвольне християнство [Архівовано 10 вересня 2016 у Wayback Machine.] // Спільне. — 20.03.2013.
- Визвольне християнство у Латинській Америці: Сучасність та критика сучасності у теології визволення [Архівовано 30 жовтня 2016 у Wayback Machine.] // Спільне. — 29.03.2013.
- Визвольне християнство у Латинській Америці: Теологія визволення і марксизм [Архівовано 30 жовтня 2016 у Wayback Machine.] // Спільне. — 03.04.2013.